# Cavalier (танк)
Крейсерський танк Модель 7, «Кавалер» (англ. Tank Cruiser Mk VII Cavalier), A24 — британський крейсерський танк періоду Другої світової війни.

## Історія створення
Наприкінці листопада 1940 ряд зацікавлених фірм отримав тактико-технічні вимоги до нового важкого крейсерського танку. Ця програма отримала умовне найменування Cromwell. Оскільки сформована ситуація вимагала почати виробництво танків не пізніше весни 1942 р. було прийнято рішення зупинитися на проєкті А24, який би базувався на вузлах та агрегатах танка А15 Crusader. Взимку 1941 р. новому танку було присвоєно назву Cavalier. З літа 1942 р. по весну 1943 р. на заводі фірми Nuffield в Бірмінгемі було виготовлено 500 танків цього типу.

## Конструкція
Корпус і башта прямокутної форми без будь-яких раціональних кутів нахилу збиралися з вальцованих броньових листів на каркасі за допомогою болтів. Озброєння складалося з 6-фунтової гармати та спареного з нею кулемета, інший кулемет встановлювався в лобовому листі корпуса ліворуч від механіка-водія. Ходова частина мала п'ять опорних котків великого діаметра та індивідуальну пружинну підвіску. Конструктивно Cavalier являв собою Crusader, але з новими корпусом та баштою.